# Гликерия
Гликерѝя Коцу̀ла (на гръцки: Γλυκερία Κοτσούλα), известна само с първото си име Гликерия, е видна гръцка певица, работеща в Гърция и Кипър и набрала популярност и в Израел, Франция, Турция и Англия. Кариерата ѝ продължава над 30 години и включва няколко мултиплатинени албума. На 14 март 2010 г., гръцката Алфа ТВ класира Гликерия като третата най-титулувана гръцка музикантка в звукозаписната ера на нацията (от 1960 г. насам).

## Биография
Родена е в 1953 година в сярското дарнашко село Везник (на гръцки Агио Пневма).

### Ранна солова кариера
Гликерия започва кариерата си през 1974 г. в атинските нощни клубове в Плака и пее с известни изпълнители, като изпълнява песни на Манос Хаджидакис, Микис Теодоракис, Манос Лоизос и други.
Дискографската ѝ кариера започва с Лира Мюзик, като пуска първия си албум съвместно с набиращия слава Йоргос Йеролиматос, наречен „Мин Канис Онира“ в 1978 година. Този албум предизвиква раздвижване в индустрията, благодарение на уникалния глас на Гликерия.

### 1980-1985: Път към славата
В началото на 1980 година Гликерия издава първия си солов албум „Та Смирника“, компилация от традиционни песни от Смирна. През следващите години Гликерия пее в известни клубове, сдобива се със слава и много фенове и си сътрудничи с други известни певци, включително Йоргос Даларас. През същата година тя издава дебютния си албум „Ста Матия Кита Ме“, който е композиран изцяло от Стелиос Фотиадис и бележи началото на тяхното успешно бъдещо сътрудничество.
През 1982 година Гликерия е избрана бе избрана да представлява Гърция на фестивала Европалия в Брюксел, заедно със Сотирия Белу, Даларас и Маргарита Зорбала. На следващата година тя издава първия си официален концерт „Оморфи Нихта“ и благодарение на огромния му успех издава и първия си жив албум „И Гликерия Стин Оморфи Нихта“, който чупи всички рекорди по продажби в Гърция дотогава.
През април 1985 г. двойният албум „Трагуди Естиматико“ съдържа някои от най-големите хитове на Гликерия: „Магисес“, „Пендохиляра“, „Та Дахтилидия“ и „Фантараки“ и излиза на първо място по национални и интернационални продажби за 1985 г.
През 1986 г. тя пее „Еарини Симфония“ (стихотворение на Янис Рицос, музика на Янис Маркопулос) на откриващата церемония на Световното първенство по атлетика на Олимпийския стадион в Атина, излъчвана в 120 страни.

### Международна кариера
Тя е пяла в концерти в Гърция и в чужбина – Европа, САЩ, Канада, Австралия, Нова Зеландия, Кипър, Израел и Турция. През лятото на 1993 г. тя пее за пръв път в Израел и завършва изпълнението си със собствена завладяваща версия на еврейската народна песен „Шабехи Йерушалиим“ на иврит. Благодарение на своите успешни концерти в Израел, тя е обявена за най-популярен чуждестранен изпълнител там; кметът на Йерусалим ѝ връчва златен ключ на града (1994). Три албума са пуснати в Израел по това време, всички за кратко стават златни – „Гликерия Голдън Хитс“, „Фар Ъуей“, „Гликерия – 14 класикс“. През 1998 г. тя е единственият чуждестранен изпълните, поканен да пее на мемориалната церемония в памет на Ицхак Рабин.
Първият ѝ албум във Франция е „Голдън Хитс – Дъ войс ъв Грийс“. През 1998 г. е издаден нейният втори албум във Франция. Тя взима участие в два албума на американския лейбъл Путомайо и в компилации, пуснати в Европа.
През 1999 г. тя изнася два концерта в Тел Авив с Оркестъра на Израелската филхармония. Няколко месеца по-късно концертът излиза като албум на „Сони Класикал“.
През 2001 г. тя участва в албума „Алиф“ на Омар Фарк Текбилек. През 2002 г. изнася концерти с Микис Теодоракис Оркестра, Естудиантина Оркестра и прави общогръцко турне.
През същата година албумът ѝ „Оупън Харт“ е пуснат в Израел, а „Гликерияс Ребетика Сонгс“ – в Турция. На първите награди Арион в Гърция тя получава наградата за най-добър гръцки попизпълнител.

## Дискография
- 1978: Мин Канис Онира Трела
- 1980: Ста Матия Кита Ме
- 1981: Та Смирника
- 1983: Апо Ти Смирни Стон Пирея
- 1984: Стин Оморфи Нихта (Live)
- 1985: Трагуди Естиматико
- 1986: Матия Му
- 1987: Ме Панселино
- 1988: Неа Селини
- 1990: Ола Му Та Мистика
- 1991: Ксимеросе
- 1992: И Хора Тон Тавматон
- 1992: Нихтес Магикес Ки Ониременес (Live)
- 1994: Се Миа Схедия
- 1996: И Гликерия Трагудаи Антони Варди
- 1998: Маска
- 2000: Харама 2000 (Live)
- 2002: Та Ребетика
- 2004: Аникси
- 2006: Врохи Тон Астерион
- 2008: Та Темелия Му Ста Вуна
- 2010: И Агапи Ине Елефтери